# Sant Vicenç de Mentet
Sant Vicenç de Mentet és l'església parroquial romànica del poble de Mentet, de la comarca nord-catalana del Conflent.
Està emplaçada al nord i en el punt més alt del poble de Mentet.

## Història
El lloc de Mentet és esmentat el 1011 en una confirmació de possessió d'un alou de l'abadia de Sant Miquel de Cuixà in villa Mentedo per part del papa Sergi IV. Posteriorment consta la seva donació al priorat de Santa Maria de Cornellà de Conflent, del qual depengué la parròquia al llarg de l'edat mitjana.
A principis del segle xviii, a causa del despoblament de Mentet, perdé la categoria de parroquial, i va esdevenir sufragània de Sant Pau de Pi. El 1858 hi consten obres, que corresponen al sobrealçament que presenta l'església en l'actualitat.

## L'edifici
Es tracta d'una petita església romànica d'una sola nau capçada a llevant per un absis semicircular, que s'uneix a la nau a través d'un arc presbiterial. El sobrealçament dut a terme el segle xix provocà la pèrdua de les voltes originals, així com l'afegitó del campanar d'espadanya d'un sol ull al damunt de l'absis. La porta és a la façana meridional, prop de l'absis (cosa poc habitual en el romànic, ja se solia situar la porta prop del frontis occidental). Es tracta, com es pot observar fàcilment, d'una porta moderna, situada en un esvoranc de la paret: més cap a l'oest hi ha la porta antiga, tapiada.
El frontis oest conserva una finestra romànica de doble esqueixada, mentre que el centre de l'absis té una altra finestra, aquesta d'un sol biaix. Les dates constructives oscil·len entre els segles xi i xii, amb una possible reforma de l'absis al XIII.